# يون يو-سيون
يون يو سيون (بالكورية: 윤유선)‏ هي ممثلة كورية جنوبية. ولدت يوم 17 يناير 1969 في سول في كوريا الجنوبية.

## روابط خارجية
- يون يو-سيون على موقع IMDb (الإنجليزية)
- يون يو-سيون على موقع قاعدة بيانات الفيلم (الإنجليزية)